# 清光
清光（せいこう）は清初に徐会政権を樹立し自立した胡守龍が建てた私年号。1645年旧6月。
出典のうち『清史稿』には「順治三年」（1646年）建元とあるが、李崇智はこれをとらず、『東華録』のみを引用しており、鄧洪波も1645年建元説をとっている。

## 西暦・干支との対照表
| 清光 | 元年    |
| 西暦 | 1645年  |
| 干支 | 乙酉    |
| 清   | 順治2年 |